# Software libre y de código abierto

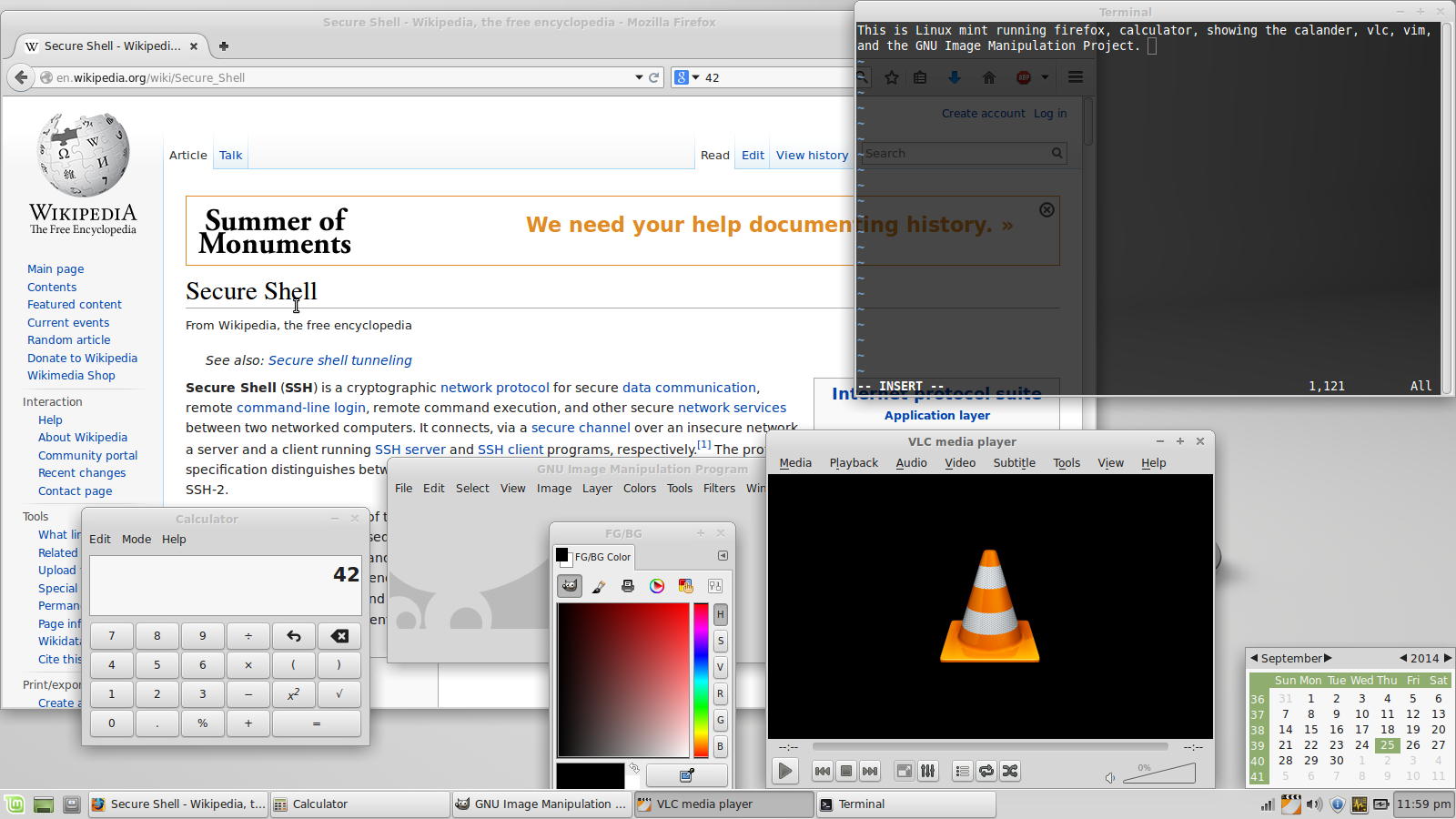
Una captura de pantalla de software libre y de código abierto (FLOSS): Linux Mint corriendo Xfce entorno de escritorio, Firefox, un programa de calculadora, el calendario incorporado, Vim, GIMP, y VLC media player

La historia del software libre y de código abierto, también conocido por sus siglas en inglés: FOSS (Free and Open Source Software) o FLOSS (Free/Libre Open Source Software), comienza en los años 1980, cuando la mayoría del software era privativo y algunos programadores impulsaron proyectos libres. Antes, en las primeras computadoras, el desarrollo del software era colaborativo, pero esto cambió en los años 1960 y 1970 con la privatización del código por parte de algunas compañías.
El software libre y de código abierto permite a los usuarios estudiar, modificar y mejorar su diseño gracias a la disponibilidad del código fuente. Es importante no confundir el software libre con el freeware, ya que, aunque a menudo es gratuito, el FOSS también puede ser vendido. La confusión aumenta en inglés, donde el término free puede significar tanto «libre» como «gratis».
El término software libre y de código abierto abarca dos filosofías: el software libre, que se enfoca en las libertades otorgadas a los usuarios, y el software de código abierto, que resalta las ventajas de su modelo de desarrollo. La Free Software Foundation subraya las diferencias entre ambas, aunque FOSS se usa como término neutral. Cabe señalar que los programas gratuitos no son necesariamente libres ni de código abierto.

## Origen y Evolución del Código Abierto y el Software Libre
Los conceptos de código abierto y compartición libre de información existen desde mucho antes de las computadoras. Un ejemplo temprano de este tipo de conflicto fue el caso de la ALAM, una organización que controlaba la patente de un motor de gasolina en la industria automotriz. Henry Ford y otros fabricantes independientes lucharon contra este monopolio y, tras una larga disputa, lograron disolver la ALAM en 1911. Esto llevó a un acuerdo de licencia múltiple entre fabricantes de automóviles de EE. UU., permitiendo el intercambio abierto de patentes sin pago entre compañías, un precursor de la filosofía del software libre.
El software libre tiene raíces en la cooperación académica y científica, donde compartir el código fuente era una práctica común. Durante los años 1950 y 1960, el software no era visto como un producto comercial, sino como un recurso compartido entre investigadores y usuarios. Grupos como SHARE y DECUS se formaron para facilitar este intercambio de software. Sin embargo, a medida que los costos de desarrollo crecían, las compañías comenzaron a comercializar el software, lo que dio inicio a la venta de licencias y a la restricción del uso y distribución del software.
En los años 1970 y 1980, con el crecimiento de la industria del software, surgieron restricciones legales y licencias sobre el uso del software, visto ahora como un activo valioso. Compañías como AT&T empezaron a limitar la distribución de UNIX, y la famosa "Carta abierta a los aficionados" de Bill Gates en 1976 marcó un cambio importante al criticar el libre intercambio de software como «robo». Al mismo tiempo, la creación de redes como Usenet permitió a los programadores conectarse y compartir software de forma más sencilla, sentando las bases para la comunidad del software libre actual.

## Organizaciones y licencias tras el FLOSS
Existen organizaciones detrás de cada iniciativa de distinción del software.
Por parte del software libre, existe la Free Software Foundation (FSF - Fundación de los programas libres).
Apoyando el concepto de código abierto existe la Open Source Initiative (OSI -Iniciativa del código abierto).
Ambas se enfocan en diferentes aspectos del uso y distribución de los programas, y su disponibilidad y las responsabilidades que competen al usuario. Por este motivo, existen diferentes licencias que las diferencian:
Licencias de código abierto (para programas de código abierto), licencias libres (para programas libres), sin protección heredada y con protección heredada, entre otras.

## Comparación entresoftwarelibre y de código abierto
Para que un programa sea definido como libre o de código abierto, o ambos, debe cumplir ciertas reglas o normas para poseer esta denominación:
| Las 4 libertades del software libre | Las 10 premisas del software de código abierto                                                                                      |
| --- | --- |
| | |
| Libertad 0: Ejecutar el programa con cualquier propósito. (privado, educativo, público, comercial, militar, etc.)                                                                                     | Libre redistribución: el software debe poder ser regalado o vendido libremente.                                                     |
| Libertad 1: Estudiar y modificar el programa. (para lo cual es necesario poder acceder al código fuente)                                                                                              | Código fuente: el código fuente debe estar incluido u obtenerse libremente.                                                         |
| Libertad 2: Distribuir el programa de manera que se pueda ayudar al prójimo. | Trabajos derivados: la redistribución de modificaciones debe estar permitida.                                                       |
| Libertad 3: Distribuir las versiones modificadas propias. (para lo cual es necesario poder acceder al código fuente)                                                                                  | Integridad del código fuente del autor: las licencias pueden requerir que las modificaciones sean redistribuidas sólo como parches. |
| | Sin discriminación de personas o grupos: nadie puede dejarse fuera.                                                                 |
| Sin discriminación de áreas de iniciativa: los usuarios comerciales no pueden ser excluidos. | |
| Distribución de la licencia: deben aplicarse los mismos derechos a todo el que reciba el programa. | |
| La licencia no debe ser específica de un producto: el programa no puede licenciarse solo como parte de una distribución mayor.                                                                        | |
| La licencia no debe restringir otro software: la licencia no puede obligar a que algún otro software que sea distribuido con el software abierto deba también ser de código abierto.                  | |
| La licencia debe ser tecnológicamente neutral: no debe requerirse la aceptación de la licencia por medio de un acceso por clic de ratón o de otra forma específica del medio de soporte del software. | |

- Es importante señalar que las libertades 1 y 3 del software libre tienen como prerrequisito que se tenga acceso al código fuente.
- La libertad 2 hace referencia a la libertad de modificar y redistribuir el software libremente licenciado bajo algún tipo de licencia de software libre que beneficie a la comunidad.

## Influencia en otras áreas
El software libre ha tenido un impacto significativo en los gobiernos y la administración pública, especialmente en aquellos que buscan reducir la dependencia de proveedores de software propietario. Países como Alemania, Brasil y Venezuela han implementado políticas para favorecer el uso de software libre en sus instituciones públicas, promoviendo la adopción de sistemas operativos como Linux y aplicaciones de código abierto. Un caso destacado es el de Múnich, Alemania, que en 2003 migró sus sistemas a LiMux, una distribución de Linux desarrollada para la administración pública. Aunque el proyecto enfrentó desafíos y fue parcialmente revertido en 2017, inspiró a otras ciudades a considerar el software libre como una alternativa viable para mejorar la seguridad y reducir costos . Asimismo, Brasil adoptó políticas similares, integrando soluciones de código abierto en sus instituciones gubernamentales para fomentar la independencia tecnológica y la soberanía digital.
La influencia del software libre también se extiende a la cultura abierta y la ética hacker, inspirando movimientos como Creative Commons y el movimiento Open Data. Estos movimientos comparten principios fundamentales con el software libre, promoviendo el acceso libre y la colaboración en la creación de contenidos digitales y datos públicos.
Creative Commons, fundada en 2001, ofrece licencias que permiten a los creadores compartir su trabajo bajo términos flexibles, facilitando la colaboración global y el acceso a la cultura digital. Por otro lado, el movimiento Open Data impulsa la liberación de datos públicos para fomentar la transparencia, innovación y participación ciudadana, con ejemplos notables en áreas como la investigación científica y la gestión gubernamental. Estos movimientos, influidos por los ideales de Richard Stallman y la Free Software Foundation, destacan cómo la filosofía del software libre ha trascendido la informática para afectar otros campos del conocimiento.